# LZO
LZO (аббр. от Lempel-Ziv-Oberhumer — Лемпель-Зив-Оберхеймер) — алгоритм сжатия данных, разработанный для достижения максимальной скорости распаковки в середине 1990-х годов. Алгоритм сжимает данные без потерь и его базовая реализация поддерживает многопоточное исполнение.
Свободной программой, реализующей LZO, является lzop. Исходная библиотека была написана на ANSI C и доступна под лицензией GPL. Также существуют реализации LZO на языках Ассемблер (x86), Perl, Python, Java и .NET. Код написан Маркусом Оберхеймером (Markus F. X. J. Oberhumer).
Библиотека LZO реализует несколько алгоритмов со следующими особенностями.
- Распаковка простая и очень быстрая.
- Для декомпрессии не требуется дополнительной памяти, помимо буферов для сжатых и распаковываемых данных.
- Сжатие также очень быстрое.
- При сжатии требуется 64 КБ памяти.
- Можно достичь дополнительного сжатия, потратив несколько больше времени при сжатии. При этом скорость декомпрессии не уменьшается.
- Существует несколько уровней сжатия (с разными требования по скорости).
- В частности, реализован вариант алгоритма, которому требуется всего 8 КБ памяти для сжатия.
- Алгоритм безопасно применять в многопоточной среде.
- Алгоритм сжимает и распаковывает данные без потерь.

Высокая скорость алгоритма позволяет встраивать его в различные высокопроизводительные системы, например, в СУБД, системы обработки данных, файловые системы, для распаковки ядер ОС при загрузке (в том числе Android-устройствах Samsung), системы сжатой памяти. Применялся на нескольких планетах.
Алгоритм является одним из самых быстрых по скорости распаковки наряду с созданным на его основе методом LZ4 (LZ4 HC), а также рядом других алгоритмов сжатия: Snappy, FastLZ, LZF.
Среди недостатков отмечают отсутствие единой спецификации на формат сжатого потока. В оригинальном коде распаковки до 2014 года существовала ошибка целочисленного переполнения. Широкое использование алгоритма привело к потенциальной уязвимости множества проектов.